# Étrechet
Étrechet là một xã ở tỉnh Indre khu vực trung bộ Pháp. Xã này có diện tích 17,89 km², dân số thời điểm năm 1999 là 802 người. Khu vực này có độ cao trung bình 163 mét trên mực nước biển.